# Toaster

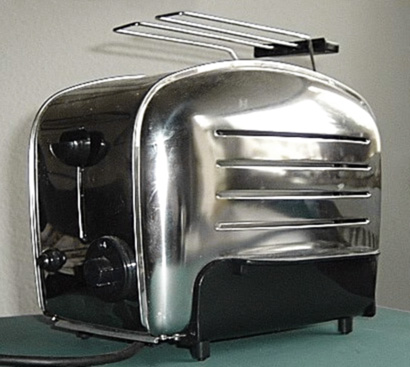
Haushaltstoaster im Retro-Design mit Brötchenaufsatz

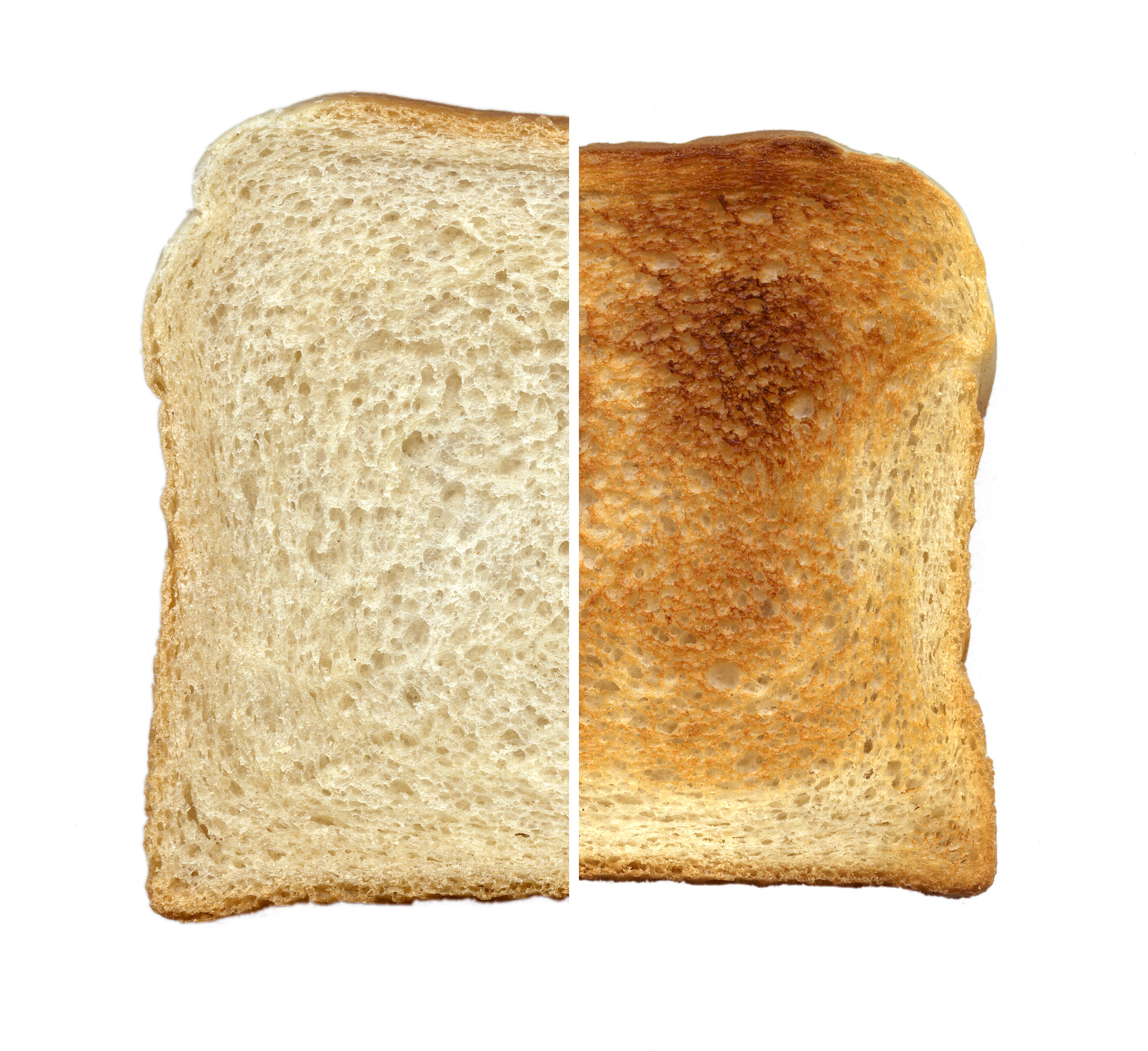
Toastbrotscheibe vor und nach dem Rösten

Ein Toaster ist ein elektrischer Apparat zum Rösten von Brot, besonders von Toastbrot.

## Etymologie
Zu Beginn des elektrischen Brotröstens hießen Toaster noch Brotröster. Das Wort Toaster wurde wohl etwa um 1950 aus dem amerikanischen Englisch in die deutsche Sprache entlehnt, und auch das Verb toasten bürgerte sich ein. Im Englischen bedeutet das Verb to toast „rösten“. Es wurde aus dem Altfranzösischen entlehnt, wo toster „rösten, braten, grillen“ heißt, was wiederum aus dem Spätlateinischen stammt. Dort bedeutet tostare „dörren“, und lateinisch tostum ist das Partizip Perfekt Passiv zu torrere „dörren, rösten“.

## Geschichte
Das Rösten von Brot hat eine lange Tradition. Früh, schon im alten Ägypten, wurde Brot durch den Entzug von Feuchtigkeit haltbarer gemacht – nämlich über ein offenes Feuer gehalten. Die Römer gaben während ihrer Eroberungszüge in Europa ihre Liebe zum gerösteten Brot anderen europäischen Kulturen weiter. Die Engländer brachten die Vorliebe nach Amerika.
In Nordamerika (Kanada) gibt es in abgelegenen Gegenden noch heute den sogenannten Yukon-Ofen – einen eisernen Kanonenofen. Oft ist keine Elektrizität vorhanden und man kann keinen Toaster betreiben. Hier hilft man sich, indem man die Toastscheibe einfach an die heiße Außenwand des Ofens klebt. Wenn sie dann abfällt, ist die Brotscheibe fertig getoastet.
In Zeiten vor der Elektrizität wurde das Brot zum Beispiel auf einen heißen Stein gelegt oder mit Hilfe von einfachen langen Gabeln oder Spießen über offenes Feuer gehalten; ab dem 19. Jahrhundert gab es aufwändigere Mechanismen mit Ständern und Wendemöglichkeiten.

### Beginn der Elektrifizierung
Ende des 19. Jahrhunderts schritt die Elektrifizierung in den USA rasant voran, die Haushalte in den großen Städten wurden an die ersten Elektrizitätswerke angeschlossen, nur wenig später auch in Europa. Schnell war klar, dass man mit elektrischem Strom nicht nur Licht, sondern auch Wärme erzeugen konnte, wie es an jeder Glühlampe zu beobachten ist. Die ersten elektrischen Haushaltsgeräte waren Kochplatten und Bügeleisen.
Die Glühlampe funktioniert nur, da der Glühdraht in einem evakuierten oder sauerstoffleeren Raum betrieben wird. Erst eine zweite Entdeckung machte es möglich, einen elektrischen Brotröster zu entwickeln, bei dem die Heizdrähte Kontakt mit Luft haben. Im Jahre 1905 meldete Albert L. Marsh die Chrom-Nickel-Legierung Chromel zum Patent an. Sie erlaubte erstmals die Herstellung von Heizdrähten, welche nicht rosten und eine lange Lebensdauer garantieren.

### Erfindung des Toasters

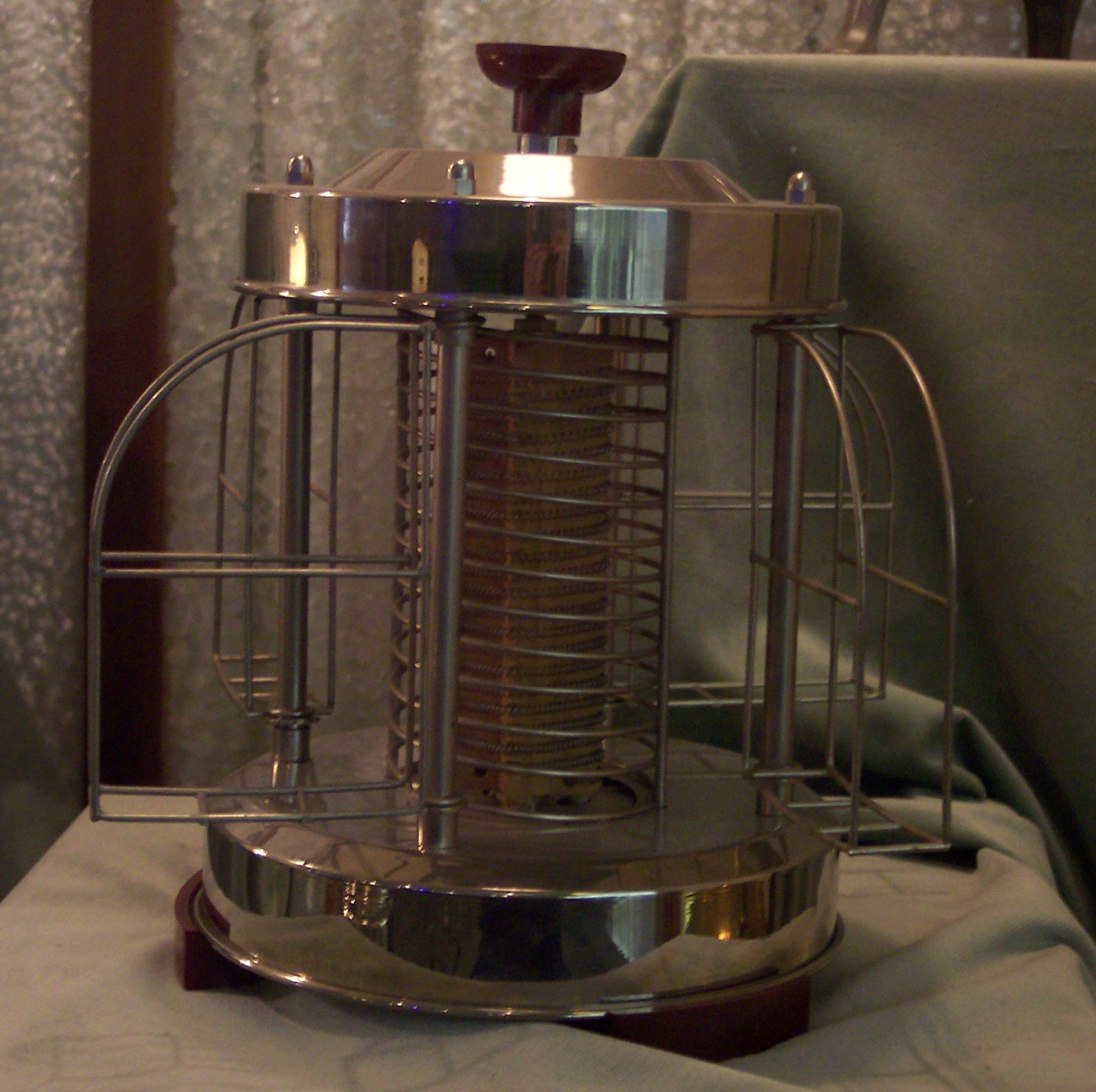
Ein Einstecktoaster mit manueller Wendung

Nur sechs Wochen nachdem Marsh sein Patent beantragte, also noch mehrere Monate vor der Erteilung des Patents für Marsh, beantragte George Schneider, der damals bei der Firma American Electric Heater Co. of Detroit beschäftigt war, das erste Patent für einen Toaster (heating conductor of suitable resistance wire). Dieser Toaster wurde jedoch nie in größeren Stückzahlen produziert.
Mit großer Wahrscheinlichkeit hat es einige frühe Toaster-Prototypen gegeben, Geräte, die in kleinen Firmen oder sogar Garagenfirmen zusammengebaut wurden und nie in großer Stückzahl auf den Markt kamen. Steckdosen waren in der Frühzeit der Elektrifizierung im Haus Mangelware. In erster Linie war Strom für die Nutzung von Licht und nicht für die Speisung von elektrischen Haushaltsgeräten gedacht. Deswegen hatten die ersten elektrischen Toaster oft Stecker, welche in Lampenfassungen gedreht wurden, um mit Strom versorgt zu werden. Diese Stecker bezeichnet man als so genannte Rundstecker.
Erst 1908 wurde der erste kommerziell erfolgreiche und heute noch bekannte Toaster patentiert und 1909 dann auch produziert. Frank Shailor, ein Mitarbeiter der Firma General Electric, ließ sich damals ein Patent für einen Toaster mit dem Namen D-12 erteilen. Die erste Version dieses Toasters hatte sehr hohe Drahtgestellkörbe, in welche das Brot gesteckt wurde. Diese Art des Toasters wird heute Einstecktoaster genannt. Der Toast musste manuell gewendet werden, so dass beide Seiten geröstet werden konnten. Um den Toast zu entnehmen, war einiges Fingerspitzengefühl vonnöten, denn sehr schnell verbrannte man sich die Finger an dem Drahtgestell. Deswegen wurden die beiden nachfolgenden Versionen des D-12 auch mit jeweils niedrigeren und zur Seite offenen Drahtkörben konstruiert. So war die Gefahr des Verbrennens nicht mehr ganz so groß. Man konnte nun das Brot auch seitlich herausschieben. Alle D-12 Toaster hatten einen Sockel aus weißem Porzellan. Gegen Aufpreis wurden die Sockel dieser Toaster damals in Handarbeit mit Zierlinien und buntem Blumendekor verziert.
Fast zeitgleich mit dem D-12 Toaster, aber etwas später, wurde ein weiterer früher Toaster patentiert, der Simplex T-211. Der Toaster wurde durch die Firma Simplex Electric Heating Co. in Boston produziert und gilt als der erste Klapptoaster. Der Toaster hatte einen schwarzen Keramiksockel und zwei seitliche Klapptüren, die geöffnet und sogar ganz entfernt werden konnten.
Ein weiterer früher Toaster wurde 1908 in England patentiert. Der sogenannte Bastian Heater wird als Einhängtoaster bezeichnet. Der Toast wurde in einen Brotkorb gelegt, welcher dann in den Toaster manuell eingehängt und nach dem Toasten auch wieder manuell entnommen wurde. Bereits hier wurde eine neue Erfindung der Firma Bastian verwendet: Die Heizdrähte, welche zu dieser Zeit noch Eisenbestandteile enthielten, wurden durch Quarzröhren vor Korrosion geschützt.
In derselben Zeit wurde auch eine weitere Erfindung gemacht, die Einfluss auf die Gestaltung von Toastern hatte, der feuerfeste und harte Kunststoff Bakelit. Ende der 1920er Jahre wurde auch das Material Catalin bei der Produktion von Toastern verwendet.
Auch sehr früh wurde der Flachbetttoaster erfunden. Hier wurden wie bei einem Grill die Toastscheiben waagerecht auf einen Rost gelegt. Teilweise waren diese Flachbetttoaster auch mit Wendeeinrichtungen versehen, so dass der Toast nicht mit der Hand auf dem Flachbetttoaster gedreht werden musste. Bei den so genannten Einschubtoastern wurde der Toast senkrecht oder waagerecht in eine Schublade gestellt bzw. gelegt. Diese Schublade wurde dann in den Toaster geschoben.

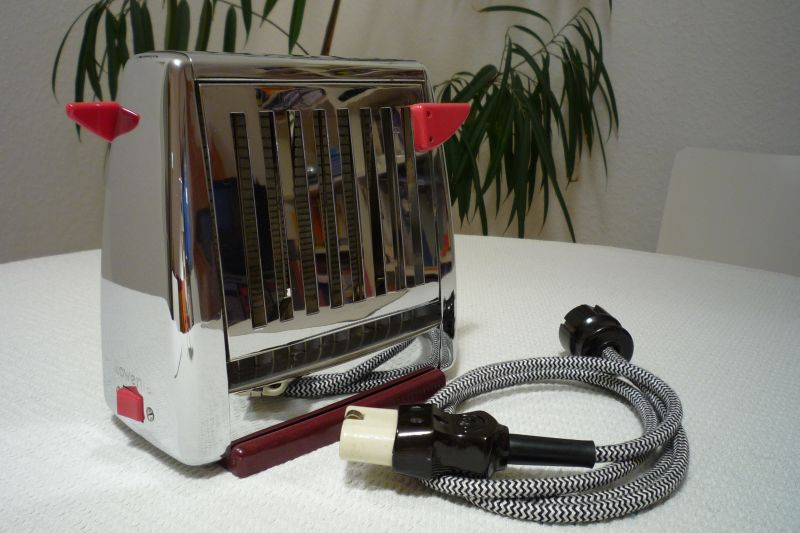
Ein Rowenta-Wendetoaster, ca. 1950er Jahre (mit aufsteckbarem Anschlusskabel)

Eine relativ simple Neuerung verhalf dem Klapptoaster zu einer großen Steigerung der Beliebtheit. Durch eine Änderung der Konstruktion, in der Regel durch kleine an der Seite angebrachte Rutschen, wurde der Toast beim Öffnen der Klappe und beim Herausrutschen automatisch gewendet. Beim erneuten Schließen der Klappe wurde dieser dann von der anderen Seite geröstet. Diese Toaster bezeichnet man heute als Wendetoaster.
In den 20er bis 30er Jahren machten sich findige Tüftler dann sehr viele Gedanken über technische Verbesserungsmöglichkeiten des Brotröstens. Besondere Beachtung fanden hierbei die Möglichkeiten, wie der Toast möglichst komfortabel gewendet werden kann. Doch auch der Toaster selbst wurde möglichst interessant verziert und aufwendig gestaltet. Relativ niedrige Produktionskosten und eine gewisse Technikverliebtheit haben zu zahlreichen interessanten Toastern und Mechanismen zum Brotwenden geführt. Erwähnenswert sind zum Beispiel die sogenannten Drehtoaster: Die Mechanik dieser Toaster erlaubt es, die Brotkörbe, in welche der Toast gesteckt wurde, mit Hilfe eines Griffes bzw. einer Kurbel um die Längs-, Mittel- oder Seitenachse zu drehen, so dass der Toast von der zweiten Seite geröstet werden konnte, ohne aus dem Brotkorb entfernt werden zu müssen. Eine Sonderform der sogenannten Drehtoaster sind die Karusselltoaster. Hierbei handelt es sich um Toaster, bei denen in der Regel vier Brotkörbe um eine Achse angeordnet sind. Die Toasts werden in die um eine Achse beweglichen Türen gelegt. Nach dem Röstvorgang werden diese Türen gedreht, so dass die Toasts auch von der anderen Seite geröstet werden.
Bis ca. 1925 wurden in Europa die meisten Modelle als Lizenz von amerikanischen Toastern produziert. So produzierte die deutsche Firma AEG seit 1912 den Simplex T-211 in fast unveränderter Form. Auch die Firma Rowenta produzierte seit ca. 1915 einen Toaster (den Rowenta E 5003), der dem Simplex T-211 recht ähnlich sah. Die Schweizer Firma Therma produzierte seit ca. 1916 einen Toaster, der von der Firma American Electric Heating Co. 1914 patentiert worden war. In der Folgezeit wurden in Europa auch immer mehr eigene Konstruktionen verwirklicht. Vom Beginn der Entwicklung der elektrischen Toaster bis zu den 30er Jahren wurden die interessantesten Toaster mit faszinierenden Mechanismen zum Wenden der Toastscheiben erfunden. Im Gegensatz zu Amerika wurden Toaster in Europa jedoch nicht in sehr großen Stückzahlen produziert. Die anfänglich hohen Strompreise und hohen Preise für elektrische Geräte, aber auch eine anfänglich große Skepsis gegenüber der neuen Technik verhinderten eine schnelle Verbreitung. Erst langsam fasste die neue Technik Fuß. In Deutschland schritt die Elektrifizierung seit 1920 schnell voran. Toaster konnten erst in größeren Mengen hergestellt werden, als auch einer breiten Bevölkerungsschicht Strom zur Verfügung stand und somit der Absatzmarkt groß genug war. Anfang der 1930er Jahre hatte der Toaster in Frankreich bereits eine gewisse Popularität erlangt.
Während dieser Zeit entstanden zahlreiche kleine Firmen, welche Elektrogeräte produzierten. Diese verschwanden jedoch während der Weltwirtschaftskrise wieder. In Europa sorgte auch der Zweite Weltkrieg für umfassende Änderungen. Produktionsanlagen und -materialien wurden vornehmlich nur noch für Kriegszwecke genutzt. Insbesondere in Deutschland fand praktisch keine Haushaltsgeräteproduktion mehr statt.

### Vollautomatische Toaster

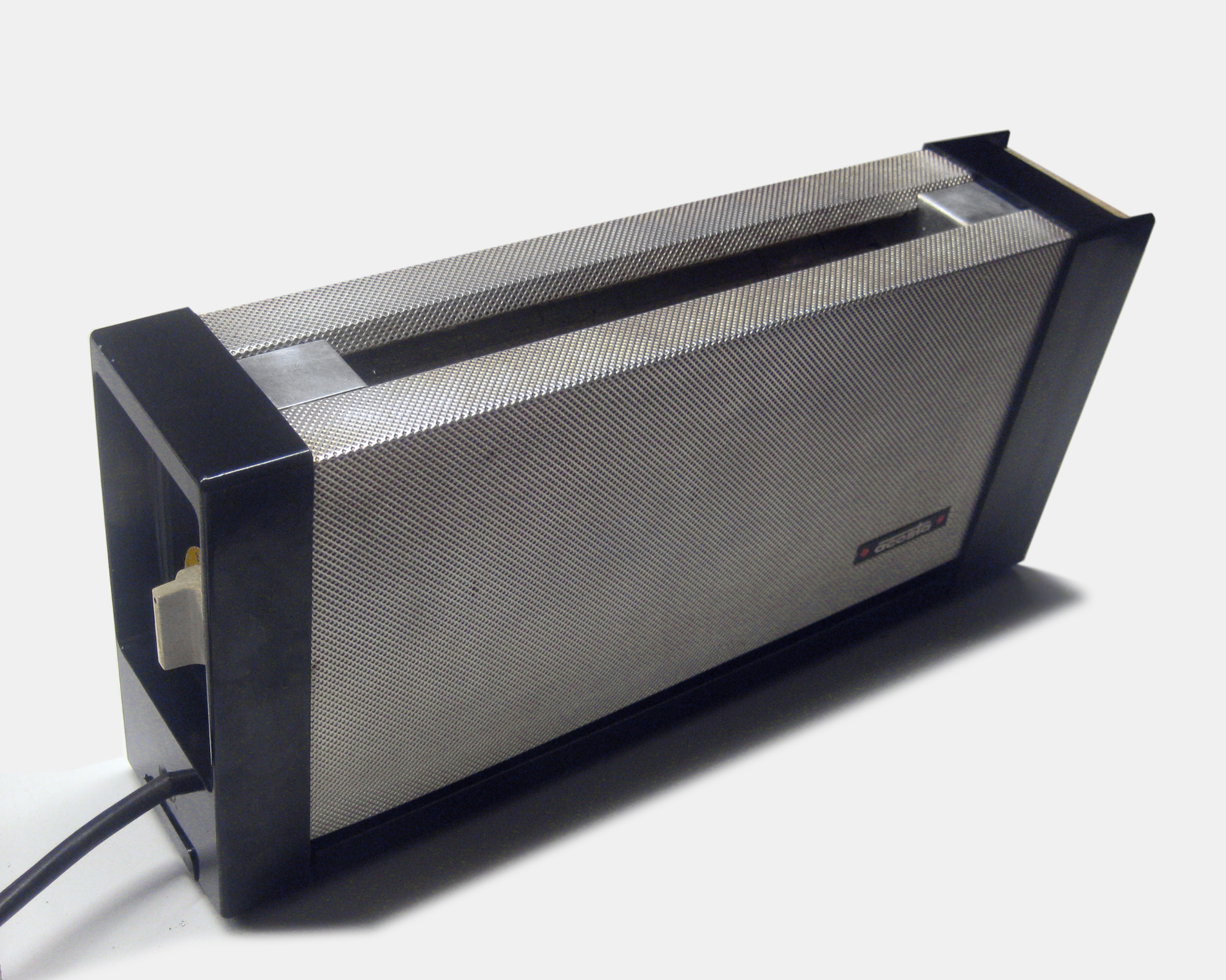
Toaster MTA4 von acosta, ca. 1965–1970. Das Modell verfügt über einen Elektromotor, der die Brotscheibe langsam während des Röstens anhebt.

Den bisher beschriebenen Toastern war eins gemeinsam: Die Zeitdauer des Röstens musste vom Benutzer überwacht, und der fertige Toast von Hand entnommen werden. Dies führte häufig dazu, dass die Brotscheiben im Toaster verbrannten, wenn sie nicht rechtzeitig gewendet wurden. Charles Strite, ein Mechaniker in einem Betrieb in Stillwater (Minnesota), arbeitete Während des Ersten Weltkrieges an einer variablen Zeitsteuerung und beantragte das Patent für den ersten Pop-Up-Toaster im Mai 1919.
Der erste Pop-Up-Toaster für den Massenmarkt wurde ab 1926 von der Firma Toastmaster produziert. Dieser hatte eine Zeitsteuerung für den gewünschten Grad von Bräunung, sodass das Toastbrot nach Erreichen des vorgewählten Zustands kräftig herausgestoßen wurde. Dieser Toaster entfachte so viel allgemeines Interesse, dass der März 1927 als nationaler Toastermonat ausgerufen wurde und die Reklameanzeige versprach: „Diese erstaunliche neue Erfindung röstet jedesmal den vollkommenen Toast! Ohne sich zu drehen! Ohne zu brennen!“ Der erste automatische Toaster war etabliert.
Diese Bauweise konnte sich damals schnell in den Haushalten durchsetzen und wurde bis heute in ihrer Kernfunktion kaum noch verändert.
Spätestens seit Beginn der 1950er Jahre wurden Geräte für den Haushalt ein Massenprodukt. Formen und Design glichen sich stark an. Technische Spielereien und aufwendige Verzierungen waren nicht mehr gefragt. Die Pop-Up-Toaster begannen in dieser Zeit ihren Siegeszug.
Daneben wurden im Laufe der Zeit noch einige alternative Toaster-Ideen verwirklicht.
Der erste Durchfahrtoaster der Welt war der Toast-O-Lator, der von 1936 bis ca. 1952 in Amerika hergestellt wurde. Das Gerät funktioniert nach dem Fließbandprinzip: Das Toastbrot wird auf einer Seite des Toasters eingeschoben und wird durch Zahnräder automatisch, an den Heizdrähten vorbei, bis zur anderen Seite durchgeschoben. Am Ende fällt das Toastbrot geröstet aus dem Toaster.
Auch das Einscheiben-Halbautomatik-Toastgerät LAVA T01 schiebt das Brot seitlich auf einer Schiene heraus – es fällt allerdings nicht herunter.

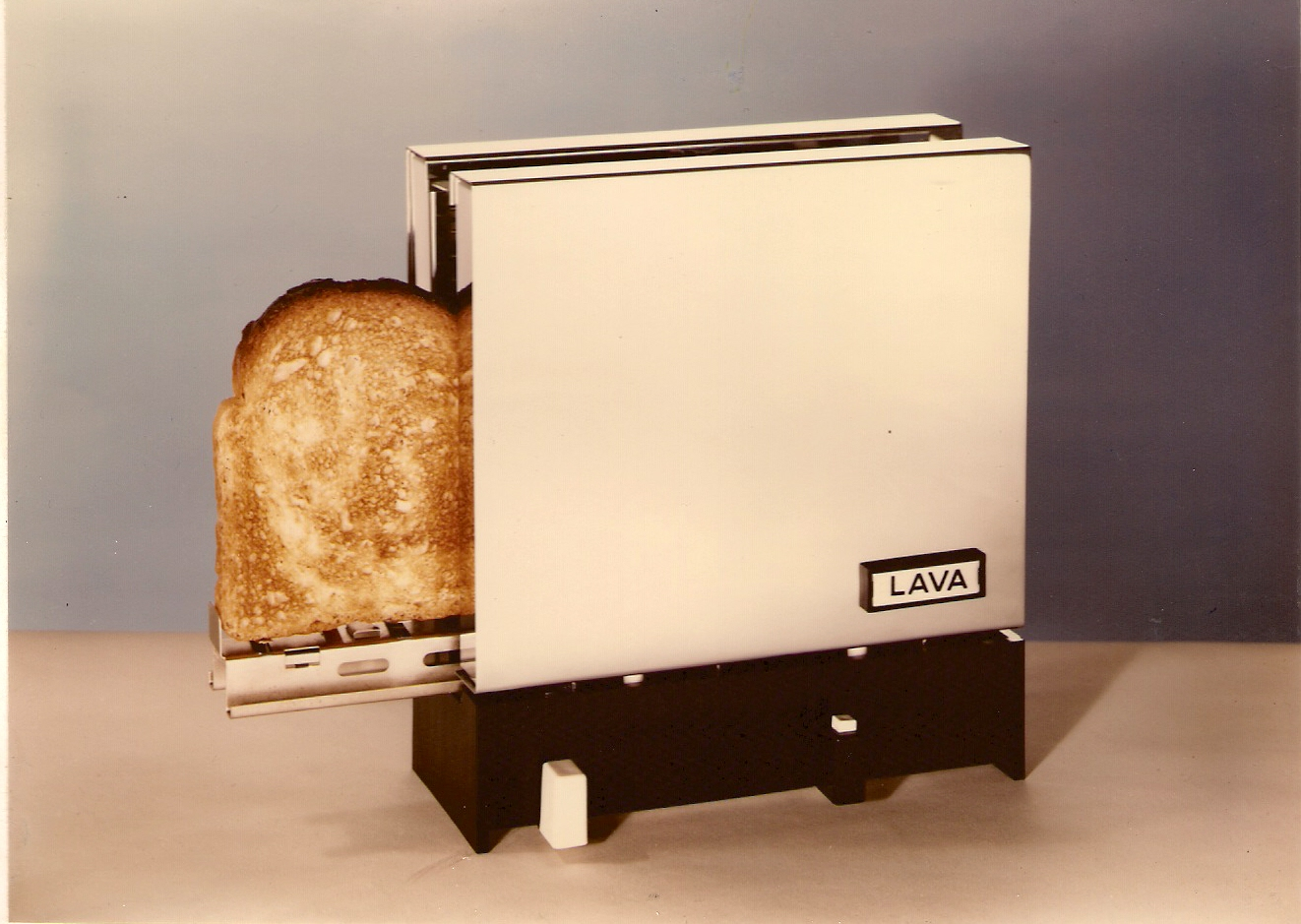
DDR-Halbautomatik-Toaster LAVA T01 (1968 von Eberhard Päßler entwickelt)

Beim sogenannten Pop-Down-Toaster wird der Toast ebenfalls von oben in den Toaster gesetzt – nach Beendigung des Röstens wird der fertige Toast nach unten aus dem Toaster geworfen.
Im Laufe der Zeit wurden noch einige weitere Toastmechaniken verwendet, beispielsweise wird der Toast bei den sogenannten Kipptoastern seitlich aus dem Toaster gekippt. Mit Multifunktionstoastern (sogenannten Combos) war es möglich, gleichzeitig mehrere Funktionen auf dem Frühstückstisch in einem Gerät zu verwirklichen. Mit einem sehr bekannten Multifunktionstoaster, dem Armstrong Perc-o-toaster, war es beispielsweise möglich, gleichzeitig zu toasten und Kaffee zu kochen. Bei einem anderen Modell ist es möglich, gleichzeitig zu toasten und Eier zu kochen.
In Italien wird seit den 1930er Jahren fast nur der Einhängtoaster produziert und verwendet. Fast alle italienischen Toaster haben selbst heute noch für jedes zu toastende Toastbrot einen Korb, in den das Toastbrot gelegt werden muss, um es dann in den Toaster hängen zu können.

## Heutige Technik

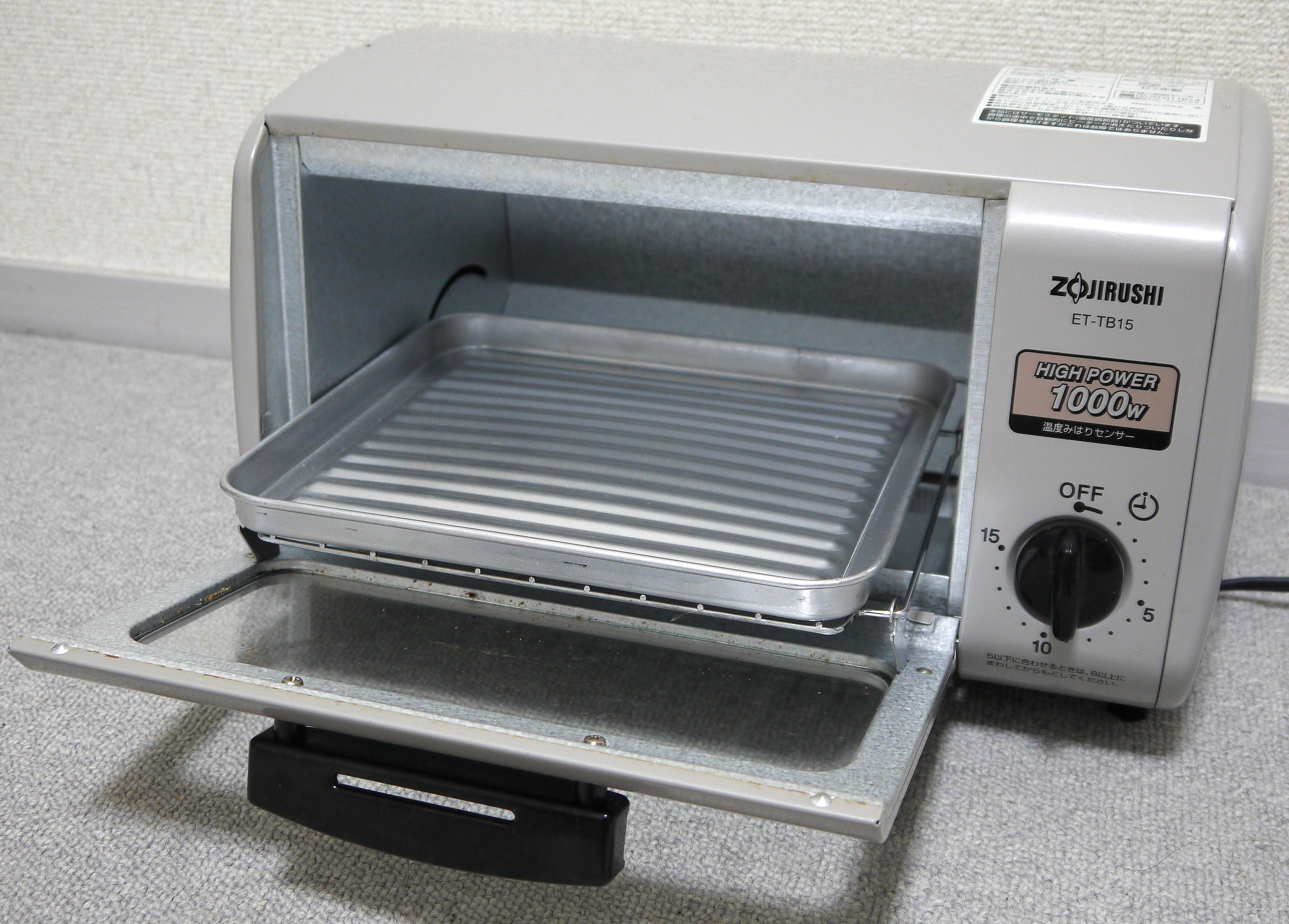
Toaster oven (Japan)

Moderne Automatik-Toaster bestehen aus einem elektronischen oder rein thermisch-mechanischen Steuermechanismus und Heizelementen, die bei preiswerten Geräten aus auf Kunst-Glimmer-Platten gezogenen, freiliegenden Bändern aus CrNiFe- oder NiFe-Legierungen bestehen. Technische Entwicklungen betreffen insbesondere die Sicherheit, die Reproduzierbarkeit des gewünschten Bräunungsgrades sowie Extras wie Warmhalten, einseitiges Bräunen oder das Aufbrennen von Mustern, Zeichen oder Texten. Oft haben Toaster wenige Zentimeter über der Oberseite einen kleinen Grillrost (entweder ausklapp- oder aufsetzbar), wo die aufsteigende Wärme Brötchen aufbacken kann. Zur komfortablen und gefahrlosen Entfernung der beim Toastprozess im Gerät anfallenden Krümel des Toastgutes verfügen heutige Geräte stets über eine sogenannte Krümelschublade.
Unter anderem sind folgende technische Teillösungen im Gebrauch:
Steuerung mit Bimetall
Nach Niederdrücken werden die Kontakte für die Heizelemente geschlossen, ein separater Heizleiter erwärmt einen Bimetall-Streifen, bis dieser durch seine Verformung einen Zwischenzustand herstellt, wonach er sich wieder abkühlt. Erst nach Abkühlung des Bimetallstreifens endet der Toastvorgang. Dadurch wird die Ausgangstemperatur des Toasters berücksichtigt. Den Bräunungsgrad stellt man durch mechanische Vorgabe des Verformungsgrades des Bimetallstreifens ein.
Elektronische Steuerung
Den Toast sowie die Schaltkontakte hält ein Elektromagnet nieder. Die Freigabe des Haltemagneten und somit die Beendigung des Toastens steuert ein integrierter Schaltkreis, der das Steuersignal für den Bräunungsgrad von einem Potentiometer erhält. Das Steuerprogramm im Schaltkreis berücksichtigt die Pause bzw. die Ausgangstemperatur des Toasters.
Sicherheitsfunktionen:
- Schutz gegen unsachgemäßen Betrieb und Herunterfallen/Umkippen: in manchen Toastern ist ein Lagesensor integriert, der den Betrieb nur bei senkrechter Aufstellung ermöglicht
- Schutz vor Kurzschluss, Stromschlag und schädlichen Emissionen der Chrom und Nickel enthaltenden Heizleiter: bessere Toaster haben um die Heizleiter herum Isolierstoffrohre (Kieselglas oder Keramik). Die Heizleiter bestehen oft aus dem wärmebeständigeren, jedoch auch teureren Kanthal (FeCrAl-Legierung).

## Kunst
- Der Toaster wurde zum „Helden“ in einem Zeichentrickfilm: Der tapfere kleine Toaster.
- Der Brite Thomas Thwaites versuchte, angeregt durch eine Passage von Douglas Adams’ Roman Per Anhalter durch die Galaxis, selbst einen Toaster von Grund auf zu bauen. Das heißt, er wollte von der Beschaffung der Rohstoffe bis zum fertigen Produkt jeden Bearbeitungsschritt selber ausführen. Ein Grundverständnis für den Aufbau eines Toasters erwarb Thwaites durch das Auseinandernehmen eines solchen. Nach neun Monaten gelang es ihm tatsächlich, einen funktionsfähigen Toaster zu erstellen – dieser ist im Royal College of Art in London ausgestellt – allerdings scheiterte die Herstellung von Stecker und Kabel, weshalb diese fertig gekauft wurden. Thwaites, der das Toaster-Projekt nicht nur als Kunst, sondern auch als technisches Experiment versteht, sieht angesichts der mäßigen Ergebnisse, die der Toaster im Vergleich zu handelsüblichen Exemplaren liefert, das Projekt als nicht ganz geglückt an.[7]